# Souleymane Koanda
Souleymane Koanda (ur. 21 września 1992 w Wagadugu) – burkiński piłkarz grający na pozycji obrońcy. Od 2021 jest zawodnikiem klubu Salitas FC.

## Kariera piłkarska
Swoją karierę piłkarską Koanda rozpoczął w klubie ASFA Yennenga. W 2013 roku zadebiutował w nim w pierwszej lidze burkińskiej. W 2014 roku przeszedł do Étoile Filante Wagadugu. W sezonie 2014/2015 został z nim wicemistrzem kraju. W 2016 roku został zawodnikiem ASEC Mimosas. W sezonach 2016/2017 i 2017/2018 wywalczył z nim dwa mistrzostwa Wybrzeża Kości Słoniowej. W 2020 roku grał w FK Słuck, a w 2021 przeszedł do Salitas FC.

## Kariera reprezentacyjna
W reprezentacji Burkiny Faso Koanda zadebiutował 17 października 2015 roku w przegranym 0:2 meczu kwalifikacji do Mistrzostw Narodów Afryki 2016 z Nigerii. W 2017 roku został powołany do kadry na Puchar Narodów Afryki 2017.